# Implanty piersi

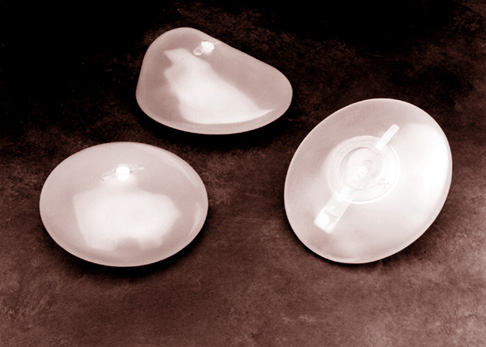
Implanty piersi wypełnione żelem silikonowym

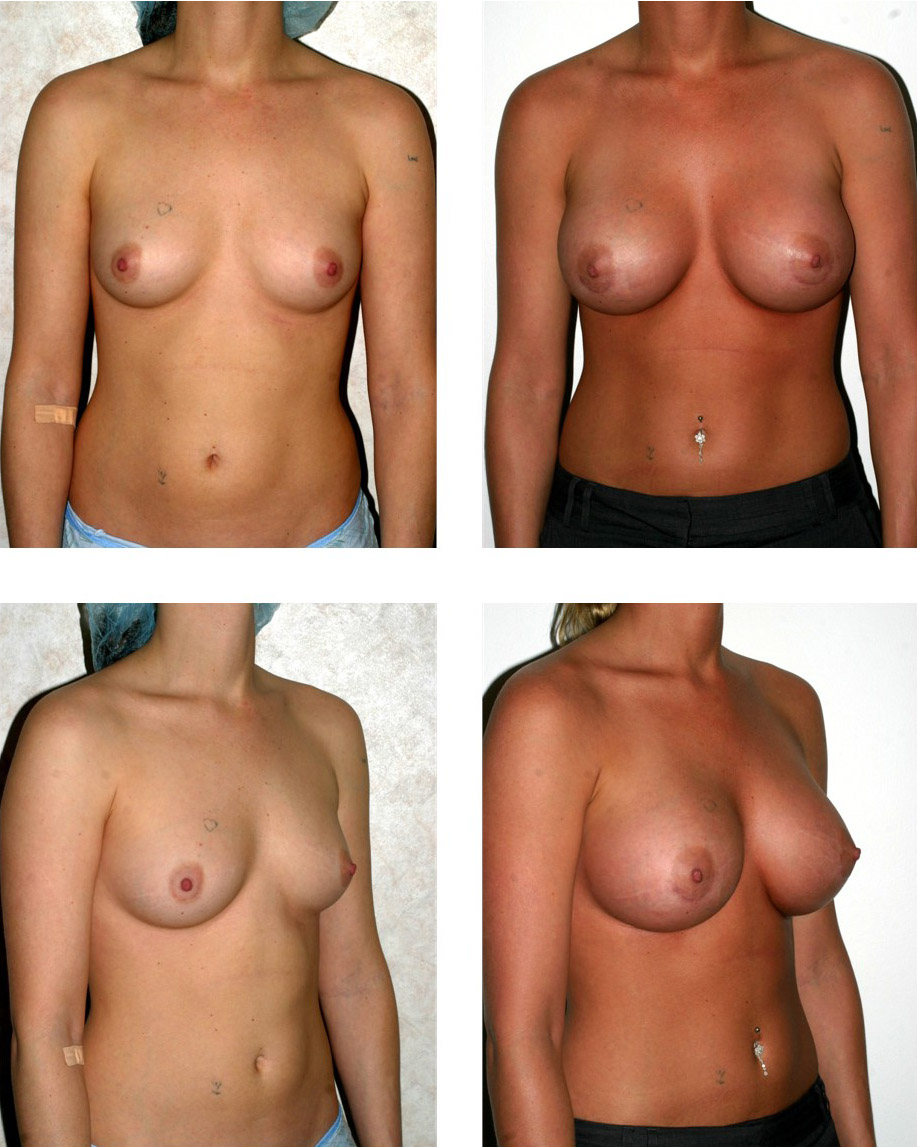
Młoda kobieta przed i po augmentacji piersi przy użyciu implantów silikonowych

Implanty piersi – protezy stosowane w celu powiększenia rozmiarów kobiecych piersi z powodów kosmetycznych (tzw. augmentacja piersi, powiększenie piersi albo mammoplastyka z powiększeniem piersi) w celu odtworzenia brakującej usuniętej piersi (np. po mastektomii albo w wadach wrodzonych), a także w ramach zmiany płci. Według Amerykańskiego Towarzystwa Chirurgów Plastycznych, augmentacja piersi jest najczęściej wykonywanym kosmetycznym zabiegiem chirurgicznym w USA. W 2006 roku w tym kraju przeprowadzono 329000 takich zabiegów.
Stosuje się dwa główne typy implantów piersi: wypełnione solą fizjologiczną i żelem silikonowym.
Obydwa typy implantów mają otoczkę z silikonu, która jest zbudowana z trzech warstw aby zapobiec rozerwaniu implantu.
Istnieją również dwa typy powierzchni implantów: gładka i porowata. Ta pierwsza ma tę zaletę, iż wygląda bardzo naturalnie, choć częściej dochodzi do kurczenia się torebki, co oznacza konieczność wymiany implantu. W przypadku implantów o powierzchni porowatej może dojść do widocznych na skórze fałd.